# Ngumba (Volk)
Die Soo (auch Ngumba) sind ein Volk, das zwischen Akonolinga und Messamena im Norden der réserve von Dja und Lobo lebt.
Sie stammen aus Kribi und Lolodorf, wo man sie Ngumba nennt.

## Sprache
Ihre Sprache, die anderen Dialekten des Beti ähnelt, wird durch Phoneme charakterisiert, die der deutschen Sprache unbekannt sind und aus doppelten Vokalen, die durch Apostrophe getrennt werden (a'a ou o'o), bestehen.